# آنتونیتا
آنتونیتا (انگلیسی: Antonieta) یک فیلم به کارگردانی کارلوس سائورا محصول سال ۱۹۸۲ است.

## بازیگر
- ایزابل آجانی - Antonieta Rivas Mercado
- هانا شیگولا - آنا
- ایگناسیو لوپز تارسو - وارگاس
- کارلوس براچو - José Vasconcelos
- گنزالو وگا - Manuel Rodríguez Lozano
- هکتور آلتریو - لئون
- دیانا براچو - خوآنا